# Ferrovia Decauville a Valona
| Die Ferrovia Decauville a Valona (unten links) und die von den italienischen Streitkräften gebaute Straße von Vlora zum Hafen mit Schienen der Pferdebahn Vlora–Skela |                     |                               |                               |
| Streckenverlauf, 1943 |                     |                               |                               |
| Streckenlänge: | 30 km               |                               |                               |
| Spurweite: | 600 mm (Schmalspur) |                               |                               |
| |                     |                               |                               |
| \| \| 0 \| Selenica Bergwerke \| Selenica Bergwerke \| \| \| \| Peshkëpia Strecke von Mavrova \| \| \| \| \| Shushica \| 227 m \| \| \| \| Babica \| \| \| \| \| Qafa e Koçiut \| \| \| \| \| Zementwerk \| \| \| \| 30 \| Skela Hafen von Vlora \| Skela Hafen von Vlora \| \| \| \| \| \| |                     |                               |                               |
| Kopfbahnhof Streckenanfang (Strecke außer Betrieb) | 0                   | Selenica Bergwerke            | Selenica Bergwerke            |
| Abzweig geradeaus und von links (Strecke außer Betrieb) |                     | Peshkëpia Strecke von Mavrova | Peshkëpia Strecke von Mavrova |
| Brücke über Wasserlauf (Strecke außer Betrieb) |                     | Shushica                      | 227 m                         |
| Bahnhof (Strecke außer Betrieb) |                     | Babica                        | Babica                        |
| Tunnel (Strecke außer Betrieb) |                     | Qafa e Koçiut                 | Qafa e Koçiut                 |
| Bahnhof (Strecke außer Betrieb) |                     | Zementwerk                    | Zementwerk                    |
| Kopfbahnhof Streckenende (Strecke außer Betrieb) | 30                  | Skela Hafen von Vlora         | Skela Hafen von Vlora         |
| |                     |                               |                               |

Die Ferrovia Decauville a Valona (albanisch Dekovili Vlorë–Selenicë) war eine 1915 von den italienischen Streitkräften gebaute, 30 Kilometer lange Schmalspurbahn in Albanien, mit der anfänglich vor allem Kriegsgüter und später Asphalt von Selenica zum Hafen von Vlora (Valona) in Skela transportiert wurde.:4

## Geschichte

### Bau der Ferrovia Decauville a Valona

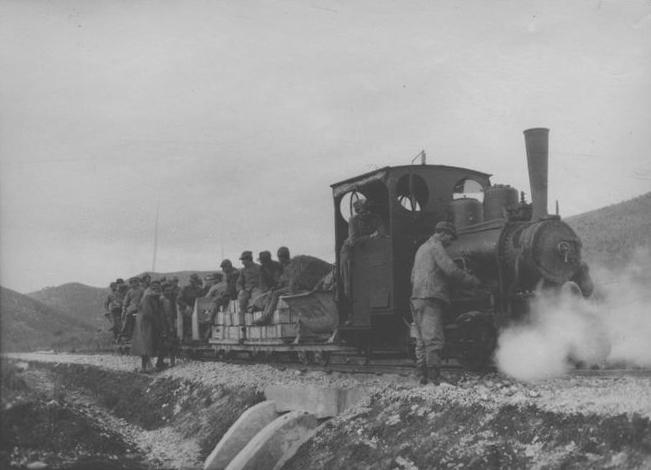
Italienische Feldbahn im Ersten Weltkrieg im Tal von Vllahina

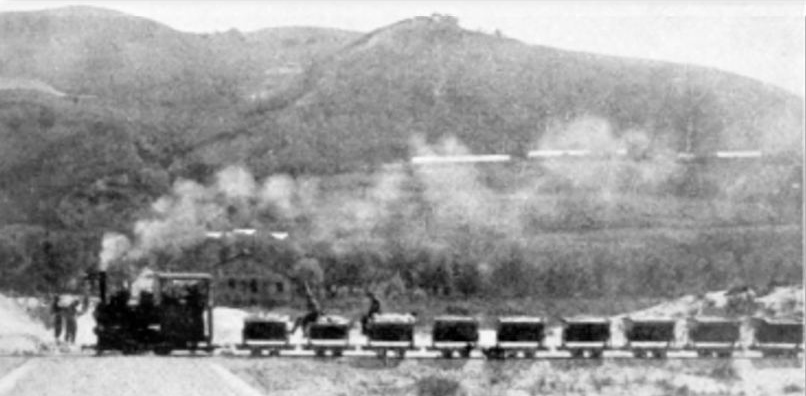
Güterzug um 1915

Im Ersten Weltkrieg wurde Albanien – mitunter – von italienischen und österreichisch-ungarischen Streitkräften besetzt. Zur Versorgung ihrer Truppen errichteten beide Armeen Feldbahnen. Die Italiener bauten vom Hafen Vlora aus eine rund 30 Kilometer lange Strecke nach Selenica direkt an der Vjosa, die über lange Zeit die Front bildete. Von dieser Stammstrecke bog nach der Brücke über die Shushica  (227 Meter Länge) eine Linie südlich nach Kota  ab. Weitere Stichstrecken führten nach Gërnec  im Osten und ins Gebiet von Llakatund  nördlich von Vlora. Zudem baute das italienische Militär noch 15 Seilbahnen, um Güter an die Front zu bringen. Der Tunnel bei Babica wurde im Oktober 1917 erbaut.:39
Genutzt wurden zweiachsige Dampflokomotiven von Breda, Henschel und Hanomag.:37, 40

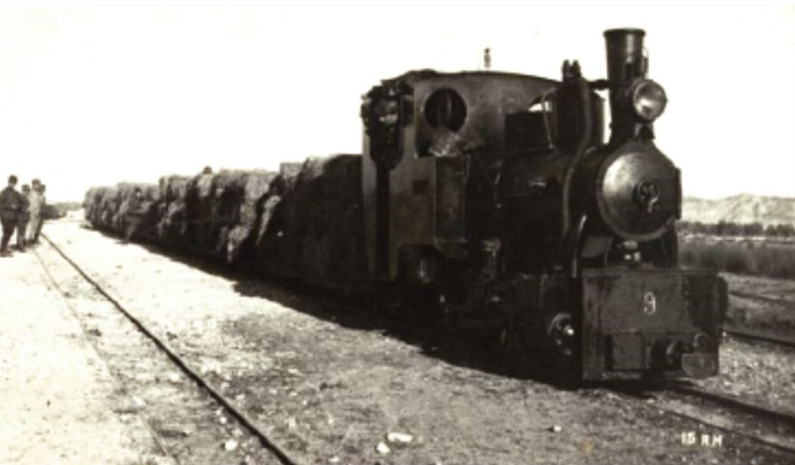
Zug mit 40 PS-Hanomag-Lokomotive des Typs Spunterei in Vlora, 1915

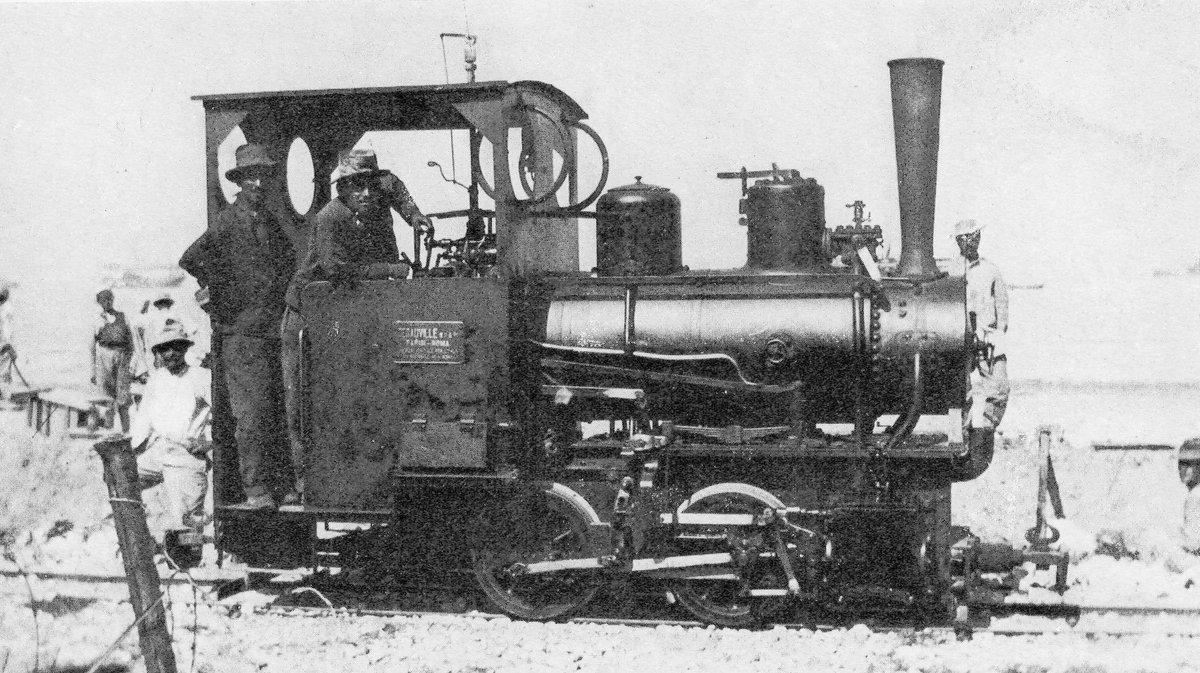
Von Decauville gelieferte 20 PS-Borsig-Dampflokomotive in Vlora, 1916

Die Spurweite wird meist mit 600 mm angegeben. Andere Quellen erwähnen eine Spurweite von 950 mm und dass die Strecke zu einem unbekannten Zeitpunkt umgespurt worden sei. Mölter begründet die Verwirrung durch Falschangaben in zeitgenössischen Dokumenten und verweist darauf, dass der Tunnelquerschnitt klar auf eine Spurweite von 600 mm hinweist.:39 Die Albanische Akademie der Wissenschaften erwähnt eine Spurweite von 650 mm.
Wahrscheinlich wurde bereits vor dem Krieg von den französischen Minenbetreibern in Selenica eine Feldbahn angelegt, die die Italiener für die Stammstrecke nutzen konnten.:37:28 Die Strecke wurde wohl auch während der Kriegsjahre für nicht-militärische Zwecke genutzt, insbesondere für den Transport von Asphalt.

### Società italiana delle miniere di Selenizza
Bitumen als natürlicher Grundstoff für Asphalt wurde in Selenica schon seit 1875 kommerziell abgebaut. Die Bitumenlagerstätten lagen in Küstennähe, was den Export erleichterte. Die für den Abbau erforderliche Konzession, die von den Osmanen ursprünglich an ein französisches Unternehmen vergeben worden war, das mit der Osmanischen Bank in Verbindung stand, wurde 1918 auf das neu gegründete italienische Unternehmen Società Italiana delle Miniere di Selenizza von Leopoldo Parodi Delfino übertragen.:13:32 Den Konzessionären der Mine wurde auch der Betrieb der Decauville-Bahn übertragen. Die Nutzung dieser Konzession brachte bis zu 5000 Tonnen Asphalt und Bitumen pro Jahr. Der Staat erhielt Anfang der 1920er Jahre eine feste Lizenzgebühr von 5 Frs. pro Tonne und eine variable Lizenzgebühr von 5 % der Einnahmen.
Trotz des Endes des Krieges war das Gebiet des modernen albanischen Staates nach 1918 weiterhin von mehreren anderen Ländern besetzt. Im Waffenstillstandsvertrag vom 11. November 1918 war für Albanien vorerst die Beibehaltung des Status quo vereinbart worden. Nach Kriegsende dauerte es einerseits, bis die im Kongress von Lushnja (Januar 1920) festgelegte Regierung international anerkannt wurde, andererseits weigerte sich Italien, sich aus dem Raum Vlora zurückzuziehen. Vlora und weite Teile von Südwestalbanien blieben bis zum September 1920 von Italien besetzt. Durch die Vertreibung der Italiener vom Balkan geriet die Società italiana delle miniere di Selenizza in eine rechtliche Grauzone, was wohl nicht den weiteren Betrieb, aber zumindest dessen Ausbau blockierte.:13 Die albanische Regierung erhob Einwände gegen den Abbau der Bodenschätze. Erst am 10. März 1925 schlossen das Königreich Italien und Albanien ein Handels- und Wirtschaftsabkommen, das auch die Konzession für die Minen in Selenica regelte. Neuer Konzessionär wurde die Azienda Italiana Petroli Albania, eine neugegründete Gesellschaft des italienischen Ministero delle Comunicazioni und den Ferrovie dello Stato Italiane. Den Betrieb der Mine wurde weiterhin von der Società Italiana delle Miniere di Selenizza ausgeführt.:13 
Die Società Italiana delle Miniere di Selenizza nutzte die Konzession für die Mine bis 1943 und verzeichnete eine Jahresproduktion von 20.000 Tonnen Bitumen. Nach anderen Quellen gelang es lediglich, die Produktion von 2000 Tonnen im Jahr 1923 auf fast 13.000 Tonnen im Jahr 1938 zu steigern. Der Konzessionär war verpflichtet, mit der Bahn kostenlos Post und Bedienstete zu befördern. Nach Ablauf der Konzession sollten die Mine, die Decauville-Bahn und die Anlagen 1960 in das Eigentum des Staates übergehen.

### Verstaatlichung
Im Zweiten Weltkrieg wurde die Mine komplett zerstört.
Nach der Machtübernahme der Kommunisten im Jahr 1944 wurden die Bitumenförderung und die Bahnstrecke von der Sozialistischen Volksrepublik Albanien verstaatlicht.
Die Bahnstrecke diente dem Transport von Gütern und Arbeitern. Dabei wurde meist den Güterzügen einfache Personenwagen angehängt und in allen durchfahrenen Orten gehalten.:40 Es wurde während eines unbekannten Zeitraums eine vier Kilometer lange Stichstrecke von Peshkëpia nach Mavrova betrieben. Spätestens Anfang der 1980er Jahre wurden das letzte Teilstück von Babica bis zum Hafen stillgelegt („provisorischer Endbahnhof ‚Babicë‘“ (Gerhard Gürsch)) oder nur noch selten genutzt. Gemäß albanischer Militärkarte aus dem Jahr 1982 endete die Strecke in einer Zementfabrik zwei Kilometer nordöstlich vom Hafen.
Mitte der 1980er Jahre wurde geplant, die Schmalspurstrecke auf einem Großteil zu verlegen und nach Novosela zwischen Fier und Vlora zu führen. Novosela liegt wie Selenica am Südufer der Vjosa, etwa 17 Kilometer nordwestlich der Minen.
1994 wurde der Betrieb der Strecke, die nie zur Eisenbahngesellschaft Hekurudha Shqiptare gehört hatte, eingestellt. Im Herbst 1996 waren sämtliche Schienen demontiert. Eine Lokomotive und Fahrzeuge der Bahn waren damals in Babica, andere bei der Salinenbahn in der Lagune von Narta nordwestlich von Vlora abgestellt.
1985 wurden in Babica folgende Lokomotiven gesichtet:
- Dampflokomotive 03, 1954 von Lokomotivbau Karl Marx Babelsberg erbaut (Nr. 127 091)
- zwei Diesellokomotiven, 1978 von Aktiebolaget Gävle Vagnverkstad geliefert (Nr. 456 und 457)[10]
- zwei Diesellokomotiven, von Lokomotivfabrik 23. August erbaut (Nr. 458 und 459)[11]

Die Dampflokomotiven, von den es drei gab, waren bis Mitte der 1980er Jahre im Einsatz.

## Verlauf

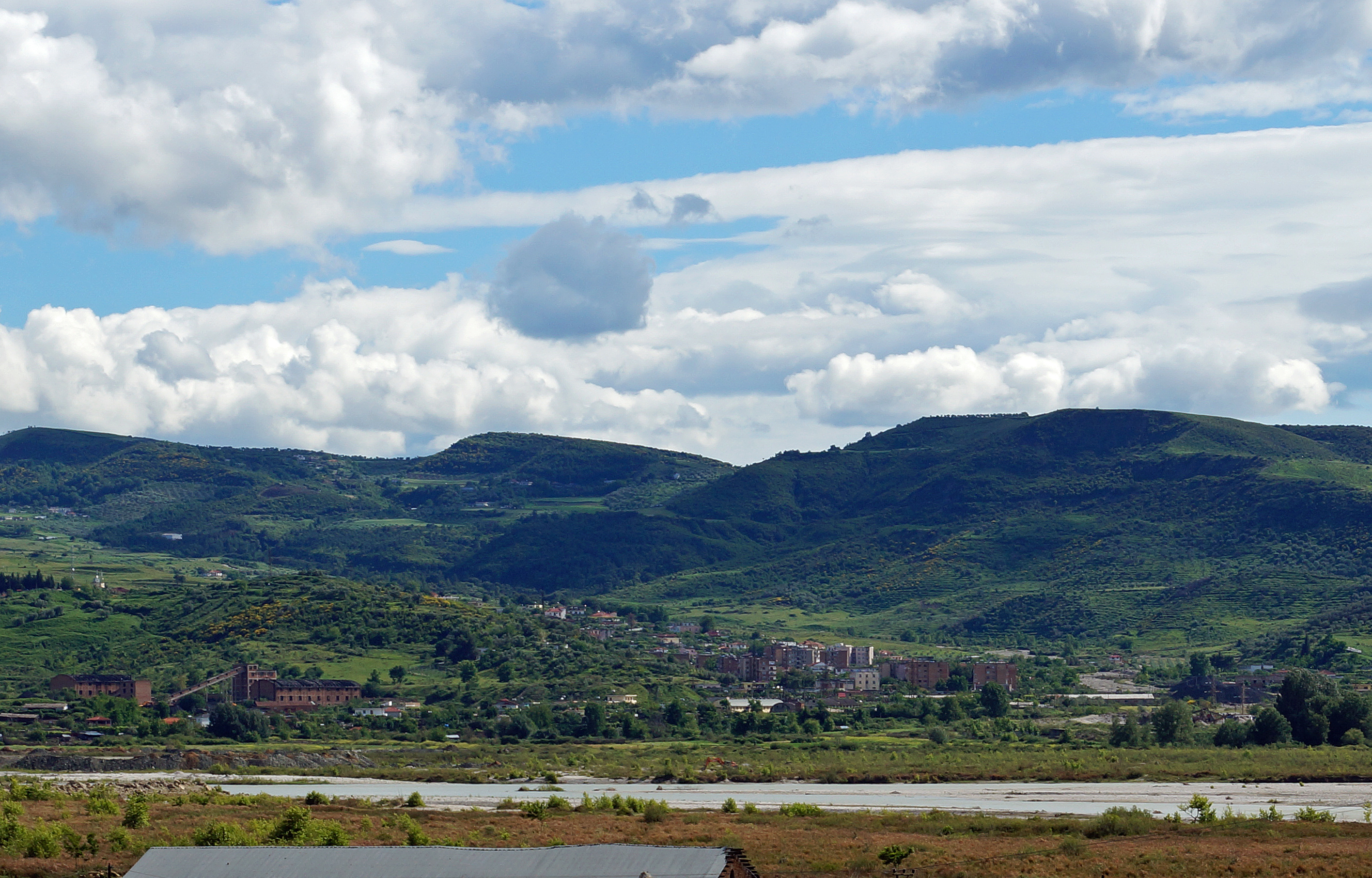
Selenica mit dem Bergwerk links, dem Endbahnhof der Linie

Zur Zeit der größten Ausdehnung führte die Bahnlinie vom Hafen von Vlora über eine Hügelzug ins Tal der Shushica, überquerte diese bei Peshkëpia, folgte dem Flusslauf nach Norden in der flachen Ebene bis zur Mündung in die Vjosa, um dann an deren südlichem Ufer nach Osten bis nach Selenica zu führen. Das Bergwerk liegt nördlich des Ortes.:39
Auf den ersten rund sechs Kilometer bis Babica musste die Strecke rund 100 Höhenmeter gewinnen, sich in zahlreichen Kurven hochwindend. Den Pass unterquerte die Bahnstrecke in einem kurzen Scheiteltunnel. Auf der Ostseite des Hügelzugs fällt die Strecke leicht ab bis zur rund acht Kilometer entfernten Shushica-Brücke (ca. 40 m ü. A.), die sie sich wohl mit der Straße teilte. Von der Brücke bei Peshkëpia soll eine rund vier:39 bis sieben Kilometer lange Stichstrecke nach Süden geführt haben bis kurz vor Mavrova.
In Babica östlich des Tunnels befand sich das Betriebswerk.:39

## Weitere Schmalspurbahnen
Während des Ersten Weltkriegs haben die Streitkräfte von Österreich-Ungarn in Albanien Feldbahnen von Shkodra (Scutari) nach Durrës (Durazzo), Lushnja und Berat mit Zweigstrecken nach Tirana, Elbasan und Fier (Fieri) gebaut, die in der Nachkriegszeit um 1922 noch weitgehend in renovierungsbedürftigem Zustand erhalten waren.
Rund um den Hafen von Vlora wurde im Zweiten Weltkrieg ein kleines Streckennetz mit einer Spurweite von 950 mm erbaut.